# Premocyathus
Premocyathus is een geslacht van neteldieren uit de klasse van de Anthozoa (bloemdieren).

## Soorten
- Premocyathus cornuformis (Pourtalès, 1868)
- Premocyathus dentiformis (Alcock, 1902)